# 1982-es labdarúgó-világbajnokság-selejtező (CONMEBOL)
Az 1982-es labdarúgó-világbajnokság selejtezőjének CONMEBOL-zónájában összesen 10 nemzet harcolhatta ki a világbajnoki részvételt. Argentína címvédőként automatikusan kijutott a világbajnokságra, így a fennmaradó 3 helyért 9 ország válogatottja versenyzett. A 9 csapatot három 3 tagú csoportra osztották, ahol oda-visszavágós rendszerben, hazai pályán és idegenben egyaránt megmérkőztek egymással. A három csoportgyőztes kijutott az 1982-es világbajnokságra. 

## Csoportkör

### 1. csoport
| Hely. | Csapat    | M | Gy | D | V | G+ | G– | Gk | P | Továbbjutás                          |     | Brazília | Bolívia | Venezuela |
| ----- | --------- | - | -- | - | - | -- | -- | -- | - | ------------------------------------ | --- | -------- | ------- | --------- |
| 1.    | Brazília  | 4 | 4  | 0 | 0 | 11 | 2  | +9 | 8 | Kijutott az 1982-es világbajnokságra |     | —        | 3–1     | 5–0       |
| 2.    | Bolívia   | 4 | 1  | 0 | 3 | 5  | 6  | −1 | 2 |                                      |     | 1–2      | —       | 3–0       |
| 3.    | Venezuela | 4 | 1  | 0 | 3 | 1  | 9  | −8 | 2 |                                      | 0–1 | 1–0      | —       |           |

| 1981. február 8. |

| Venezuela | 0–1         | Brazília            |
| --------- | ----------- | ------------------- |
|           | Jegyzőkönyv | Zico 82' (11-esből) |

| Olimpiai Stadion, Caracas Nézőszám: 30 000 Játékvezető: Ramón Barreto (uruguayi) |

| 1981. február 15. |

| Bolívia                               | 3–0         | Venezuela |
| ------------------------------------- | ----------- | --------- |
| Aguilar 38' Aragonés 67' Reynaldo 84' | Jegyzőkönyv |           |

| Estadio Hernando Siles, La Paz Nézőszám: 40 000 Játékvezető: Valdez Barrios (paraguayi) |

| 1981. február 22. |

| Bolívia      | 1–2         | Brazília                 |
| ------------ | ----------- | ------------------------ |
| Aragonés 27' | Jegyzőkönyv | Sócrates 6' Reinaldo 60' |

| Estadio Hernando Siles, La Paz Nézőszám: 50 000 Játékvezető: Enrique Labo Revoredo (perui) |

| 1981. március 15. |

| Venezuela  | 1–0         | Bolívia |
| ---------- | ----------- | ------- |
| Acosta 42' | Jegyzőkönyv |         |

| Olimpiai Stadion, Caracas Nézőszám: 30 000 Játékvezető: Elías Jácome (ecuadori) |

| 1981. március 22. |

| Brazília                    | 3–1         | Bolívia                 |
| --------------------------- | ----------- | ----------------------- |
| Zico 26' (11-esből) 62' 85' | Jegyzőkönyv | Aragonés 68' (11-esből) |

| Maracanã Stadion, Rio de Janeiro Nézőszám: 121 773 Játékvezető: Gaston Castro Makuc (chilei) |

| 1981. március 29. |

| Brazília                                                 | 5–0         | Venezuela |
| -------------------------------------------------------- | ----------- | --------- |
| Tita 35' 57' Sócrates 55' Zico 72' (11-esből) Júnior 84' | Jegyzőkönyv |           |

| Serra Dourada Stadion, Goiânia Nézőszám: 34 229 Játékvezető: Romero (argentin) |

### 2. csoport
| Hely. | Csapat   | M | Gy | D | V | G+ | G– | Gk | P | Továbbjutás                          |     | Peru | Uruguay | Kolumbia |
| ----- | -------- | - | -- | - | - | -- | -- | -- | - | ------------------------------------ | --- | ---- | ------- | -------- |
| 1.    | Peru     | 4 | 2  | 2 | 0 | 5  | 2  | +3 | 6 | Kijutott az 1982-es világbajnokságra |     | —    | 0–0     | 2–0      |
| 2.    | Uruguay  | 4 | 0  | 2 | 2 | 4  | 7  | −3 | 2 |                                      |     | 1–2  | —       | 3–2      |
| 3.    | Kolumbia | 4 | 1  | 2 | 1 | 5  | 5  | 0  | 4 |                                      | 1–1 | 1–1  | —       |          |

| 1981. július 26. |

| Kolumbia    | 1–1         | Peru        |
| ----------- | ----------- | ----------- |
| Herrera 64' | Jegyzőkönyv | La Rosa 86' |

| Estadio El Campín, Bogotá Nézőszám: 20 000 Játékvezető: Arturo Ithurralde (argentin) |

| 1981. augusztus 9. |

| Uruguay                            | 3–2         | Kolumbia                  |
| ---------------------------------- | ----------- | ------------------------- |
| Paz 20' Morales 80' 88' (11-esből) | Jegyzőkönyv | Sarmiento 40' Herrera 59' |

| Estadio Centenario, Montevideo Nézőszám: 68 000 Játékvezető: Scolfaro (brazil) |

| 1981. augusztus 16. |

| Peru                               | 2–0         | Kolumbia |
| ---------------------------------- | ----------- | -------- |
| Barbadillo 5' Uribe 72' (11-esből) | Jegyzőkönyv |          |

| Nemzeti Stadion, Lima Nézőszám: 43 942 Játékvezető: Llobregat Vicedo (venezuelai) |

| 1981. augusztus 23. |

| Uruguay       | 1–2         | Peru                  |
| ------------- | ----------- | --------------------- |
| Victorino 67' | Jegyzőkönyv | La Rosa 39' Uribe 47' |

| Estadio Centenario, Montevideo Nézőszám: 67 938 Játékvezető: Silvagno Cavanna (chilei) |

| 1981. szeptember 6. |

| Peru | 0–0         | Uruguay |
| ---- | ----------- | ------- |
|      | Jegyzőkönyv |         |

| Nemzeti Stadion, Lima Nézőszám: 44 325 Játékvezető: Arnaldo Coelho (brazil) |

| 1981. szeptember 13. |

| Kolumbia               | 1–1         | Uruguay                  |
| ---------------------- | ----------- | ------------------------ |
| Herrera 12' (11-esből) | Jegyzőkönyv | Victorino 43' (11-esből) |

| Estadio El Campín, Bogotá Nézőszám: 10 000 Játékvezető: José Roberto Wright (brazil) |

### 3. csoport
| Hely. | Csapat   | M | Gy | D | V | G+ | G– | Gk | P | Továbbjutás                          |     | Chile | Ecuador | Paraguay |
| ----- | -------- | - | -- | - | - | -- | -- | -- | - | ------------------------------------ | --- | ----- | ------- | -------- |
| 1.    | Chile    | 4 | 3  | 1 | 0 | 6  | 0  | +6 | 7 | Kijutott az 1982-es világbajnokságra |     | —     | 2–0     | 3–0      |
| 2.    | Ecuador  | 4 | 1  | 1 | 2 | 2  | 5  | −3 | 3 |                                      |     | 0–0   | —       | 1–0      |
| 3.    | Paraguay | 4 | 1  | 0 | 3 | 3  | 6  | −3 | 2 |                                      | 0–1 | 3–1   | —       |          |

| 1981. május 17. |

| Ecuador     | 1–0         | Paraguay |
| ----------- | ----------- | -------- |
| Klinger 48' | Jegyzőkönyv |          |

| Estadio Modelo Alberto Spencer Herrera, Guayaquil Nézőszám: 55 000 Játékvezető: Luis Barrancos (bolíviai) |

| 1981. május 24. |

| Ecuador | 0–0         | Chile |
| ------- | ----------- | ----- |
|         | Jegyzőkönyv |       |

| Estadio Modelo Alberto Spencer Herrera, Guayaquil Nézőszám: 48 000 Játékvezető: Juan Daniel Cardellino (uruguayi) |

| 1981. május 31. |

| Paraguay                              | 3–1         | Ecuador    |
| ------------------------------------- | ----------- | ---------- |
| Michelagnoli 47' Morel 64' Romero 81' | Jegyzőkönyv | Nieves 88' |

| Estadio Defensores del Chaco, Asunción Nézőszám: 40 000 Játékvezető: Cerullo Giuliano (uruguayi) |

| 1981. június 7. |

| Paraguay | 0–1         | Chile     |
| -------- | ----------- | --------- |
|          | Jegyzőkönyv | Yáñez 70' |

| Estadio Defensores del Chaco, Asunción Nézőszám: 50 000 Játékvezető: Carlos Espósito (argentin) |

| 1981. június 14. |

| Chile                 | 2–0         | Ecuador |
| --------------------- | ----------- | ------- |
| Rivas 10' Caszely 85' | Jegyzőkönyv |         |

| Estadio Nacional, Santiago Nézőszám: 79 209 Játékvezető: Gilberto Aristízabal (kolumbiai) |

| 1981. június 21. |

| Chile                           | 3–0         | Paraguay |
| ------------------------------- | ----------- | -------- |
| Caszely 10' Yáñez 11' Neira 28' | Jegyzőkönyv |          |

| Estadio Nacional, Santiago Nézőszám: 75 075 Játékvezető: Romualdo Arppi Filho (brazil) |

## Kijutott csapatok
Az alábbi négy csapat jutott ki a CONMEBOL-zónából az 1982-es labdarúgó-világbajnokságra.
| Csapat    | Kijutás             | Kijutás dátuma      | Korábbi részvételek a világbajnokságon1                                        |
| --------- | ------------------- | ------------------- | ------------------------------------------------------------------------------ |
| Argentína | Címvédő             | 1978. június 25.    | 7 (1930, 1934, 1958, 1962, 1966, 1974, 1978)                                   |
| Brazília  | 1. csoport győztese | 1981. március 29.   | 11 (összes) (1930, 1934, 1938, 1950, 1954, 1958, 1962, 1966, 1970, 1974, 1978) |
| Peru      | 2. csoport győztese | 1981. szeptember 6. | 3 (1930, 1970, 1978)                                                           |
| Chile     | 3. csoport győztese | 1981. június 21.    | 5 (1930, 1950, 1962, 1966, 1974)                                               |

1 Félkövérrel az adott év világbajnokai vannak jelölve. Dőlt betűvel az adott év rendezői kerültek feltüntetésre.